# 鹿ノ台
鹿ノ台（しかのだい）は、奈良県生駒市の地名。鹿ノ台東一丁目から三丁目、鹿ノ台西一丁目から三丁目、鹿ノ台南一丁目・二丁目、鹿ノ台北一丁目から三丁目からなる。

## 地理
生駒市の東北部にあり、市の最東端に位置する。東に京都府精華町、北に生駒市高山町、西から南に鹿畑町、美鹿の台と接する。
鹿ノ台東一丁目の南端を山田川と国道163号線が通り、東の精華町との境には山田川の支流・北川が流れる。

## 歴史
現在鹿ノ台がある場所は元々木蓮寺丘陵を中心とする山地で、山田川やその支流の北川などに浸食された起伏の激しい土地だった。砂礫層と粘土層が混在し排水がよかったため、住宅地には適していた。
1965年（昭和40年）頃から伊藤忠不動産によって開発計画が進められ、1967年（昭和42年）より土地の買収が開始される。その後完成を迎えると、1978年（昭和53年）頃から住宅の建設が始まり、2年後には人口が5000人を超えることとなった。
また、鹿ノ台住宅地は伊藤忠不動産が開発したユートピアという意味か、イトーピアと名付けられた。

### 沿革
- 1977年（昭和52年） - 鹿畑町・高山町から分離し、鹿ノ台東・西・南・北へとそれぞれ町名を変更する[10]。
- 1979年（昭和54年） - 生駒市立鹿ノ台小学校が開校[11]。
- 1981年（昭和56年） - 生駒市立鹿ノ台中学校が開校[12]。

## 世帯数と人口
2019年（令和元年）10月1日現在の世帯数と人口は以下の通りである。
| 町丁              | 世帯数    | 人口    |
| ----------------- | --------- | ------- |
| 鹿ノ台東1 - 3丁目 | 640世帯   | 1,539人 |
| 鹿ノ台西1 - 3丁目 | 906世帯   | 2,135人 |
| 鹿ノ台南1 - 2丁目 | 641世帯   | 1,574人 |
| 鹿ノ台北1 - 3丁目 | 840世帯   | 1,856人 |
| 計                | 3,027世帯 | 7,104人 |

### 人口の変遷
国勢調査による人口の推移。
| 1995年（平成7年）  | 7,961人 | [ 13 ] |  |
| 2000年（平成12年） | 7,678人 | [ 14 ] |  |
| 2005年（平成17年） | 7,607人 | [ 15 ] |  |
| 2010年（平成22年） | 7,343人 | [ 16 ] |  |
| 2015年（平成27年） | 7,031人 | [ 17 ] |  |

### 世帯数の変遷
国勢調査による世帯数の推移。
| 1995年（平成7年）  | 2,350世帯 | [ 13 ] |  |
| 2000年（平成12年） | 2,456世帯 | [ 14 ] |  |
| 2005年（平成17年） | 2,616世帯 | [ 15 ] |  |
| 2010年（平成22年） | 2,696世帯 | [ 16 ] |  |
| 2015年（平成27年） | 2,706世帯 | [ 17 ] |  |

## 事業所
2016年（平成28年）現在の経済センサス調査による事業所数と従業員数は以下の通りである。
| 町丁              | 事業所数 | 従業員数 |
| ----------------- | -------- | -------- |
| 鹿ノ台東1 - 3丁目 | 13事業所 | 38人     |
| 鹿ノ台西1 - 3丁目 | 30事業所 | 100人    |
| 鹿ノ台南1 - 2丁目 | 32事業所 | 158人    |
| 鹿ノ台北1 - 3丁目 | 11事業所 | 40人     |
| 計                | 86事業所 | 336人    |

## 交通

### 鉄道
域内に鉄道は通っていない。最寄駅は近鉄けいはんな線学研奈良登美ヶ丘駅。

### バス
- 奈良交通
  - 生駒イトーピア線

### 道路
- 国道163号

## 施設
- 生駒市立鹿ノ台小学校
- 生駒市立鹿ノ台中学校
- 鹿ノ台ふれあいホール
- 生駒鹿ノ台郵便局
- いそかわ イトーピア店